# 장끼타령
장끼타령은 판소리 중 하나이다. 일명 자치가(雌雉歌)라고도 한다.
1810년 이전에 설화(說話)가 판소리 사설화된 것으로 추측된다. 이러한 추측은 순종·철종 때의 명창으로 8명창 중의 한 사람인 염계달(廉啓達)이 〈장끼타령〉을 잘 불렀다는 《조선창극사》의 기록에 근거한 것이다. 그 후 고종 때의 명창 한송학(韓松鶴)이 이 소리를 불렀으며, 그의 '더늠'인 까투리 해몽(解夢)의 1절이 《조선창극사》에 전해 온다. 현재는 이를 부르는 사람이 없다.
창본으로는 김동욱(金東旭)본·국립도서관본 등이 있다. 그 내용은 꿩을 의인화한 것으로 남녀의 절개 없음을 풍자하였다.

## 같이 보기
- 판소리